# Battaglia di Rymnik
La battaglia di Rymnik (detta anche battaglia di Râmnic o battaglia di Râmnicu Sărat) fu un'azione bellica combattuta nell'ambito della guerra russo-turca (1787-1792) tra l'esercito imperiale russo e quello austriaco coalizzati contro quello ottomano presso Râmnic, in Valacchia.

## Antefatto
Nel settembre del 1789, il gran visir ottomano Cenaze Hasan Pasha, cercando rivincita per la sconfitta delle sue forze a Focșani, costituì un'armata di almeno 100 000 soldati, in gran parte giannizzeri, per sconfiggere le armate combinate austro-russe al comando dei generali Aleksandr Suvorov per l'Impero russo e principe Federico Giosia di Sassonia-Coburgo-Gotha per il Sacro Romano Impero. Dopo aver fatto viaggiare le sue truppe di notte, il pasha attaccò il distaccamento austriaco di 18 000 uomini. Tenendo presente il numero esiguo delle forze del principe di Sassonia-Coburgo-Gotha rispetto agli ottomani, in particolare dopo la battaglia di Karánsebes, il pasha si convinse che avrebbe sconfitto le truppe del nemico facilmente. Una volta venuto però a conoscenza di questi fatti, il generale Suvorov ed i suoi 7000 uomini corsero in aiuto degli austriaci, coprendo la distanza di 100 chilometri in soli due giorni e mezzo, giungendo la sera precedente lo scontro. Venne così costituita un'armata combinata contro i turchi.

## La battaglia

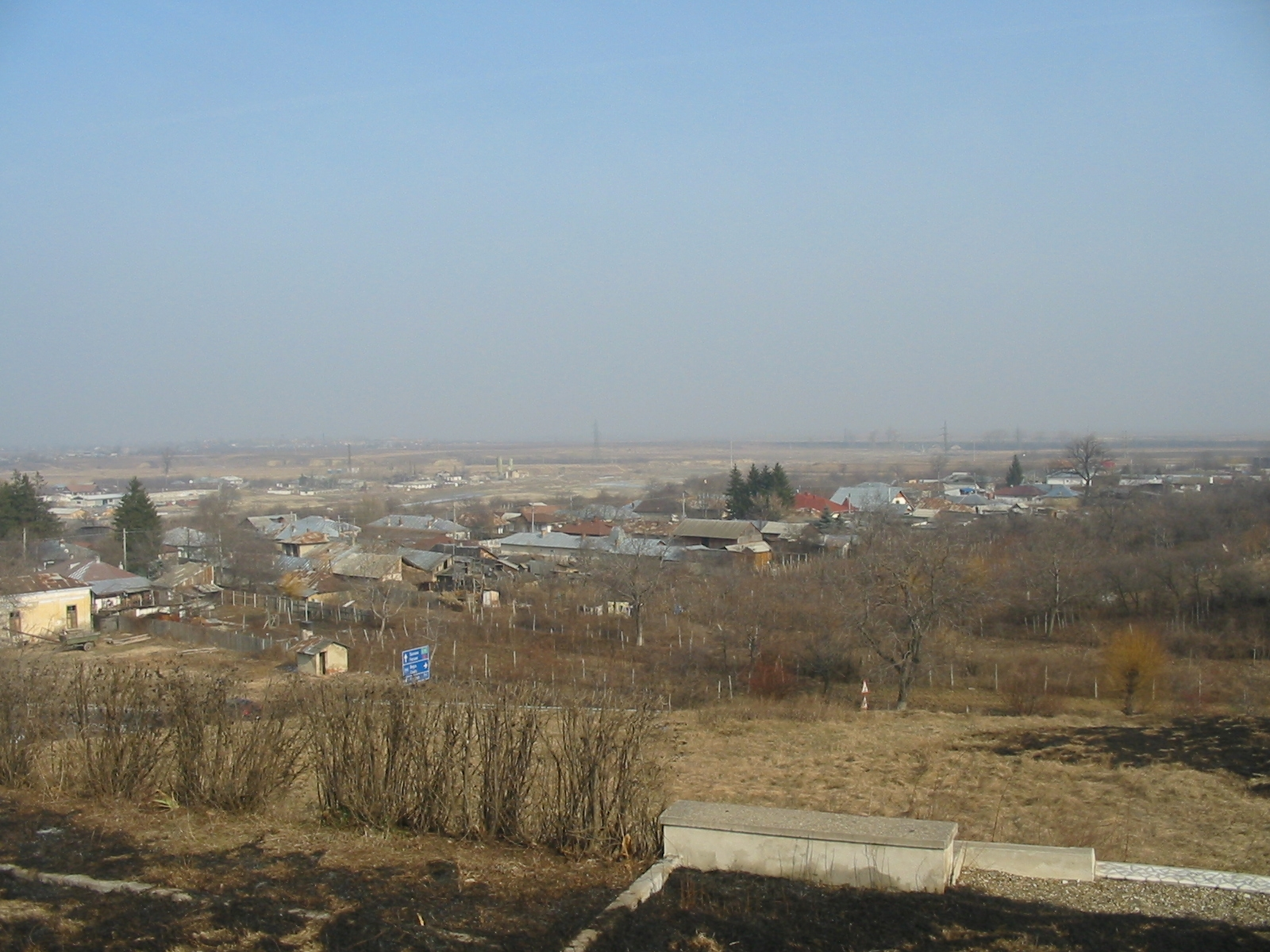
Vista attuale del campo di battaglia

Suvorov divise le sue armate combinate in due colonne per avanzare verso gli ottomani alle 23:00 ed il mattino successivo, dopo aver oltrepassato il fiume presso Râmnicu Sărat, decise di attaccare. La loro avanzata paralizzò l'artiglieria del nemico e fece loro adottare una formazione di fanteria adatta per respingere il massiccio contrattacco della cavalleria nemica che tentava di dividere la sua armata in due. Fatto questo, l'armata razziò l'accampamento nemico e scacciò completamente i turchi.
Alle 15:00, dopo aver distrutto le fortificazioni degli ottomani presso il villaggio di Bogsa ed essersi riuniti con l'esercito austriaco, le due armate combinate avanzarono verso un'offensiva generale verso la foresta adiacente. Mentre gli austriaci avanzando si dedicavano alla decimazione delle truppe nemiche, il resto dell'armata di Suvorov fiancheggiò il nemico con la propria cavalleria, causando così panico tra gli ottomani che dovettero ben presto ritirarsi attraverso il fiume Râmnicul Sărat, dove altri di loro annegarono nel tentativo di attraversarlo.

## Conseguenze

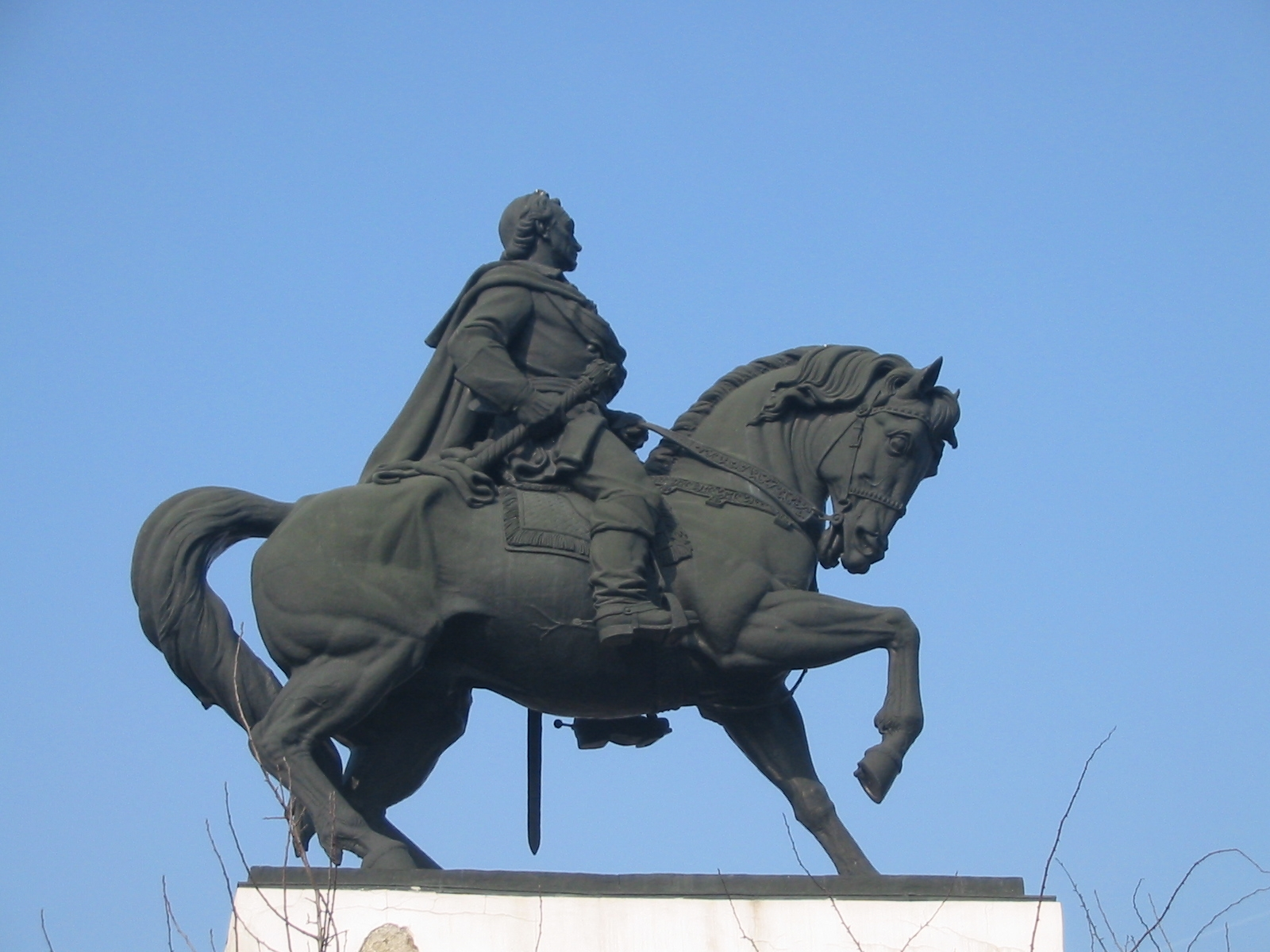
Statua di Suvorov sul luogo della battaglia, mentre osserva il fiume dove si svolse lo scontro

Al costo di 700 perdite, Suvorov ne inflisse oltre 20 000 ai turchi che si trovavano ora in diretta ritirata verso i Principati danubiani. I turchi persero inoltre per intero la loro artiglieria ed il loro treno rifornimenti.
Per questa vittoria, Suvorov ottenne il titolo della vittoria di "Conte di Rymnik" (граф Рымникский, Graf Rymniksky) dall'imperatrice Caterina II. Sull'altro fronte, il visir ottomano Cenaze Hasan Pasha venne licenziato dai suoi compiti il 2 dicembre 1789, dopo la sua sconfitta. Nel frattempo, gli Asburgo occuparono l'intera Valacchia e la mantennero sino alla fine della guerra.